# Жарка Єлизавета Юріївна
Єлизаве́та Ю́ріївна Жарка (нар. 14 червня 1992, Харків) — українська бадмінтоністка, багаторазова чемпіонка України, гравчиня національної збірної України., тренер харківського бадмінтонного спортивного клубу.

## Життєпис
Бадмінтоном почала займатись з 7-річного віку ще під час навчання у Харківському ліцеї мистецтв № 133.
Перший тренер — Стерін Михайло Борисович.
Згодом закінчила факультет інформатики і управління Національного технічного університету «Харківський політехнічний інститут».
Продовжуючи брати участь у змаганнях, працює тренером в бадмінтонному клубі Харкова.

## Досягнення
Чемпіонка України 2013—2016 і 2018—2019 в парній жіночій категорії і чемпіонка України 2014—2019 років в змішаній парній категорії.
2010 року вона взяла участь в літніх юнацьких Олімпійських іграх, а в 2012 році — в чемпіонаті Європи з бадмінтону.
На юніорському чемпіонаті Європи 2011 року в Вантаа (Фінляндія) здобула бронзу в командному заліку.
2012, 2014, 2017 років перемагала в парній жіночій категорії на міжнародних турнірах в Словаччині, Україні (Харків) і Чехії.
На етапі Кубка Європи з бадмінтону на міжнародному турнірі «Словенія Інтернешнл 2016» здобула бронзову медаль.

### Чемпіонат України
Чемпіони України в жіночій парній категорії
- 2013 — Діптан Марія — Жарка Єлизавета (Харків)
- 2014 — Войцех Наталія — Жарка Єлизавета (Дніпро, Харків)
- 2015 — Войцех Наталія — Жарка Єлизавета (Дніпро, Харків)
- 2016 — Войцех Наталія — Жарка Єлизавета (Дніпро, Харків)
- 2018 — Ільїнська Марина — Жарка Єлизавета (Харків)
- 2019 — Ільїнська Марина — Жарка Єлизавета (Харків)

Чемпіони України в змішаній парній категорії
- 2014 — Валерій Атращенков — Жарка Єлизавета (Харків)
- 2015 — Атращенков Валерій — Жарка Єлизавета (Харків)
- 2016 — Атращенков Валерій — Жарка Єлизавета (Харків)
- 2017 — Атращенков Валерій — Жарка Єлизавета (Харків)
- 2018 — Атращенков Валерій — Жарка Єлизавета (Харків)
- 2019 — Атращенков Валерій — Жарка Єлизавета (Харків)

### BWF International Challenge/Series
Жінки. Парний розряд
| Рік  | Турнір                 | Партнер          | Суперник                             | Рахунок                | Результат  |
| ---- | ---------------------- | ---------------- | ------------------------------------ | ---------------------- | ---------- |
| 2018 | Spanish International  | Ільїнська Марина | Delphine Delrue Léa Palermo          | 6–21, 12–21            | Фіналістка |
| 2017 | Turkey International   | Ільїнська Марина | Bengisu Ercetin Nazlıcan Inci        | 13–21, 18–21           | Фіналістка |
| 2017 | Czech International    | Ільїнська Марина | Kristin Kuuba Helina Rüütel          | 13–21, 21–19, 21–16    | Переможець |
| 2016 | Polish International   | Наталія Войцех   | Sanjana Santosh Arathi Sara Sunil    | 21–19, 19–21, 14–21    | Фіналістка |
| 2014 | Харків Інтернешнл      | Наталія Войцех   | Юлія Казарінова Марія Рудь           | 11–8, 11–7, 6–11, 11–7 | Переможець |
| 2013 | Slovenia International | Наталія Войцех   | Alida Chen Soraya de Visch Eijbergen | 21–11, 14–21, 14–21    | Фіналістка |
| 2013 | Romanian International | Наталія Войцех   | Ірина Хлебко Ксенія Полікарпова      | 18–21, 21–23           | Фіналістка |
| 2012 | Slovak Open            | Юлія Казарінова  | Дарина Самарчанц Анастасія Дмитришин | 21–15, 20–22, 21–11    | Переможець |

Змішані пари
| Рік  | Турнір               | Партнер            | Суперник                    | Рахунок                  | Результат  |
| ---- | -------------------- | ------------------ | --------------------------- | ------------------------ | ---------- |
| 2017 | Turkey International | Валерій Атращенков | Peter Kaesbauer Olga Konon  | 18–21, 20–22             | Фіналістка |
| 2014 | Харків Інтернешнл    | Валерій Атращенков | Артем Почтарьов Олена Прус  | 11–10, 7–11, 10–11, 6–11 | Фіналістка |
| 2013 | Slovak Open          | Микола Дмитришин   | Jakub Bitman Alzbeta Basova | 16–21, 20–22             | Фіналістка |
| 2012 | Slovak Open          | Віталій Конов      | Jakub Bitman Alzbeta Basova | 21–12, 17–21, 19–21      | Фіналістка |

     турнір BWF International Challenge
     турнір BWF International Series
     турнір BWF Future Series